# Sara Winter
Pour les articles homonymes, voir Winter.
Sara Fernanda Giromini, dite Sara Winter, née le 18 juin 1992 à São Carlos, est une activiste brésilienne, aujourd'hui partisane farouche du président d'extrême droite brésilien Jair Bolsonaro et proche de la ministre  brésilienne de la Femme Damares Alves, une pasteure évangélique. D'abord féministe, fondatrice de la branche brésilienne du groupe Femen et membre du mouvement pro-bisexualité « Bastardxs », elle devient une militante anti-avortement en 2015 après avoir avorté de son premier enfant et quitte les Femen.

## Biographie

### Militantisme féministe
Sara Fernanda Giromini naît et grandit à São Carlos. À l'âge de 17 ans, elle se prostitue durant 10 mois. En 2011, alors qu'elle est âgée de 19 ans, elle souhaite entrer au sein des Femen et se rend ainsi à Kiev pour recevoir une formation à la demande d'Inna Shevchenko. Elle fonde la branche brésilienne du groupe sous le pseudonyme de Sara Winter et devient, dans le même temps, membre du mouvement pro-bisexualité « Bastardxs ». Néanmoins, dès mai 2013, après plusieurs conflits, elle se sépare du mouvement Femen : elle affirme l'avoir quitté volontairement tandis qu'Oleksandra Chevtchenko soutient l'en avoir expulsée,
En janvier 2014, elle devient, par ailleurs, un emblème de l'activisme homosexuel en posant à moitié nue, embrassant une autre militante (Bia Spring), devant l'église Notre-Dame de la Candelaria, à Rio de Janeiro.

### Militantisme anti-avortement
En octobre 2015, soit un mois après avoir donné naissance, elle « demande pardon aux chrétiens » et exprime « son repentir pour l’avortement de son premier enfant ». Elle accuse les Femen d'être « une secte qui promeut la destruction de la famille traditionnelle et de toutes les valeurs morales de la société ». Dans son ouvrage Vadia não ! Sete vezes que fui traída pelo feminismo (littéralement « Pas salope ! Sept fois trahie par le féminisme »), elle les accuse notamment de l'avoir poussée « à consommer des drogues, avoir des relations non consenties avec des inconnu(e)s, alors même que le mouvement prétend combattre pour le droit des femmes ». 
Elle devient alors militante au sein d'un mouvement anti-avortement appelé Pró-Mulher (« Pro-Femme »). Parallèlement, elle écrit et donne des conférences au côté d'une psychologue.
Lors des élections présidentielles de 2018, elle appelle à voter pour Jair Bolsonaro.  Elle est notamment proche de la ministre de la Famille et des Femmes, Damares Alves, une pasteure évangélique.
Elle rend publique en août 2020 l’identité d'une fillette victime d'un viol et souhaitant se faire avorter ainsi que le nom de l’hôpital. Une violente manifestation conduite par des militants d’extrême droite s'ensuit.